# Sainte-Croix-sur-Aizier
Sainte-Croix-sur-Aizier era una comuna francesa situada en el departamento de Eure, de la región de Normandía, que el 1 de enero de 2016 pasó a ser una comuna delegada de la comuna nueva de Bourneville-Sainte-Croix al fusionarse con la comuna de Bourneville.

## Demografía
| Gráfica de evolución demográfica de Sainte-Croix-sur-Aizier entre 1800 y 2013 |
|                                                                               |

Los datos demográficos contemplados en este gráfico de la comuna de Sainte-Croix-sur-Aizier se han cogido de 1800 a 1999 de la página francesa EHESS/Cassini, y los demás datos de la página del INSEE.